# ダイアナ・メンドーサ

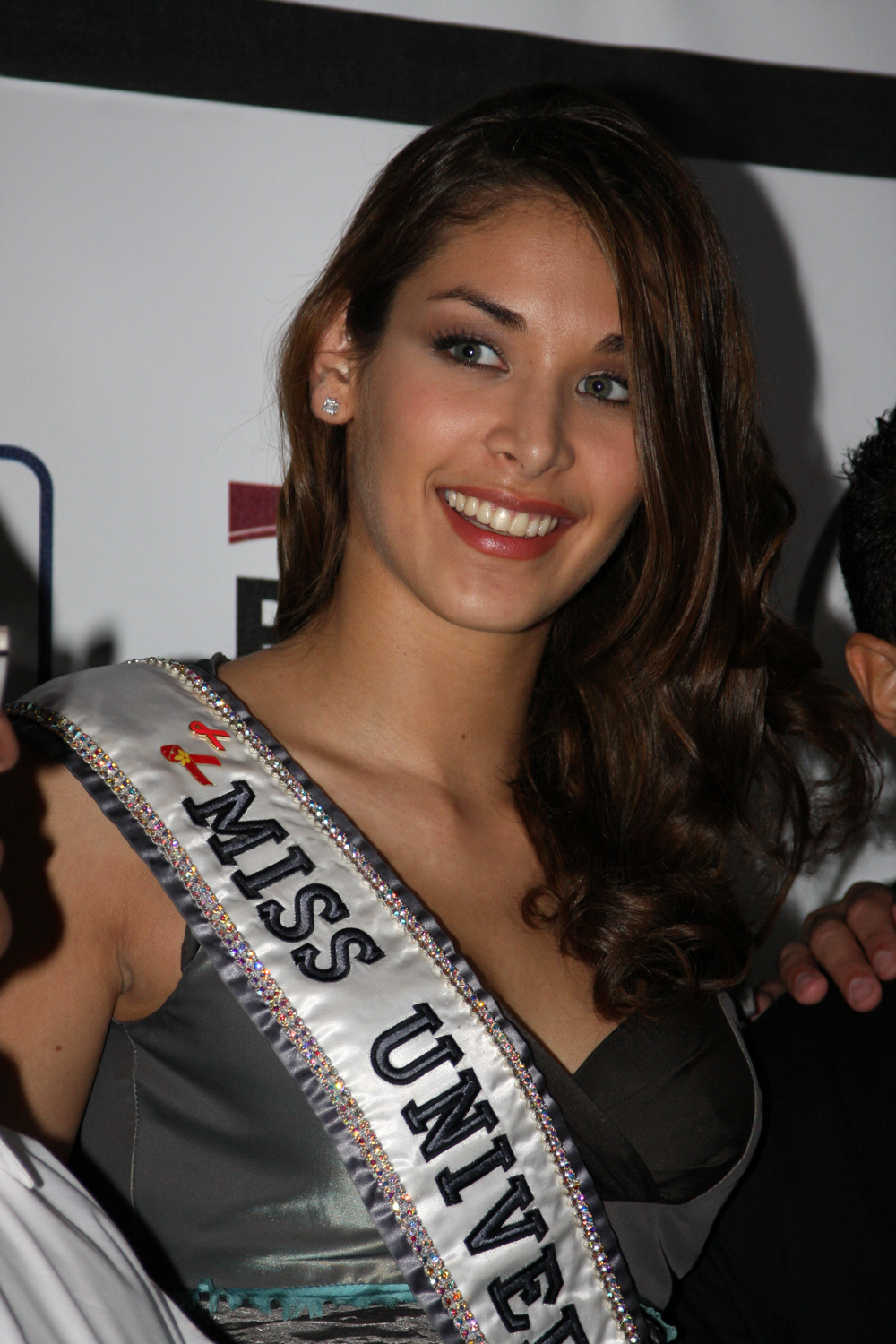
ダイアナ・メンドーサ

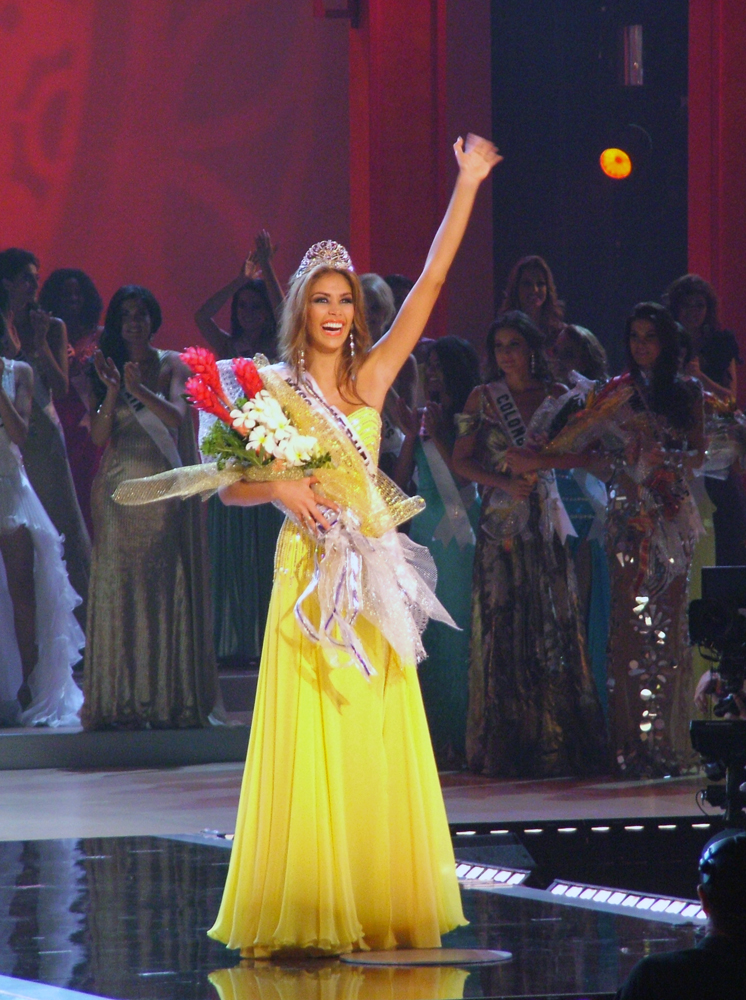
2008年ミス・ユニバースの栄冠に輝いたダイアナ・メンドーサ

ダイアナ・サブリーナ・メンドーサ・モンカーダ（Dayana Sabrina Mendoza Moncada、1986年6月1日 - ）は、ベネズエラ・カラカス出身のファッションモデル。2007年度ミス・ベネズエラとなり、2008年7月13日ベトナム、ニャチャンで開催されたミス・ユニバース2008ページェントにおいて、ミス・ユニバース2008の栄冠を手にした。身長176cm。

## 経歴
2001年にエリートモデルルックのファイナリストとなってエリート・モデル・マネジメントと契約し、イタリア、フランス、アメリカ合衆国、イギリス、ギリシャ、スペイン、ドイツ、メキシコ、ペルーなどでモデル活動をしてきた。ジャンニ・ヴェルサーチやロベルト・カバリなどのブランドと仕事をした。メンドーサは、スペイン語、英語、イタリア語が話せる。
2009年3月、米国が国際的なテロ容疑者を収容しているキューバのグアンタナモ米軍基地を訪問し、「とてもリラックスできる、落ちついた美しい場所」と自身のブログに投稿していたことが分かった。